# Engleză canadiană
Engleză canadiană (în engleză Canadian English) este varietatea de engleză folosită în Canada. Peste 20,1 milioane de canadieni (58,1% din populație) vorbesc engleza ca limbă maternă, în timp ce 85% au unele cunoștințe de limbă. În afara regiunii Québec, 76% dintre canadieni au engleza ca limbă maternă. Engleza canadiană conține elemente din limba engleză britanică în vocabular. În multe zone, vorbirea este influențată de limba franceză și există variații locale notabile. Cu toate acestea, Canada are puține dialecte în comparație cu Statele Unite ale Americii. Fonetica, fonologia, morfologia, sintaxa și lexicul în cea mai mare parte a Canadei sunt similare cu regiunile de Vest și Midwest ale Statelor Unite. Ca atare, engleza canadiană și cea americană sunt grupate ca engleză nord-americană.